# Radiodiffusion-Télévision Senegalaise
Radiodiffusion-Télévision Sénégalaise, nota anche con l'acronimo di RTS, è l'ente radiotelevisivo pubblico del Senegal. Trasmette dalla capitale Dakar in francese, wolof, pulaar, mandingo, serer, soninke, diola e arabo.

## Storia
L'esercito francese in età coloniale aprì la prima stazione radiofonica del Senegal a Dakar nel 1932; questa passò ad una programmazione per la popolazione civile nel 1939. 
Le trasmissioni regolari cominciarono con Radio Dakar nel 1950 con un totale di 8 ore giornaliere. Nel 1951 si aggiunsero le radio Dakar Inter e Dakar Afrique, che raggiungevano anche vari altri Paesi dell'Africa occidentale.
Nel 1959 la fusione del Mali con il Senegal nella Federazione del Mali portò alla creazione di Radio Mali, con sede negli studi di Dakar Inter. 
Il 20 agosto 1960, quando il Senegal uscì dalla Federazione del Mali, Radio Mali diventò Radio Senegal, sdoppiandosi in una stazione nazionale e una internazionale.
Nel 1962 Radio Senegal divenne membro portabandiera della Union of African National Television and Radio Organizations e del suo successore, l'African Union of Broadcasting.

Tecnico di Radio Senegal che registra una lezione scolastica nella città di Khenene, sponsorizzata dall'UNESCO,
ai lavoratori di una fattoria, nel 1971.

A febbraio 1965 il governo senegalese dette il via alle prime sperimentazioni televisive con alcuni programmi di tipo didattico-scolastico, che terminarono nel 1972. 
Nel 1972, in occasione delle Olimpiadi di Monaco, iniziarono ufficialmente le trasmissioni regolari di un canale televisivo nazionale; il Governo senegalese, rispondendo alla domanda di TV che si era venuta a creare dopo questo evento, con decreto legislativo 73-51 del 4 dicembre 1973, creò l'Office de Radiodiffusion-Télévision du Sénégal (ORTS), un ente radiotelevisivo unitario per gestire congiuntamente le 2 stazioni radio nazionali e il canale televisivo allora esistenti.
Il 4 ottobre 1973 ORTS, dopo un periodo di trattative, decise di produrre congiuntamente a Radio Gambia un programma sulla Storia della regione del Senegambia, negli idiomi locali dei due Paesi, che intitolò Chossani Senegambia/Cossani Sénégambie ("La Storia del Senegambia"). Il team gambiano comprendeva nomi importanti della radiofonia come Alhaji Alieu Ebrima Cham Joof, storico ed ex direttore e responsabile per la diffusione nelle lingue locali di Radio Gambia, Alhaji Assan Njie, presentatore nella stessa redazione, Alhaji Mansour Njie, altro storico e presentatore di Radio Gambia, e Alhaji Ousman Secka.
Joof, nominato coordinatore del programma per il Gambia, viaggiò per varie zone di entrambi i Paesi accompagnato dalla sua compagine di giornalisti, incluso Cheickh Jallow, per intervistare gli anziani che sapevano qualcosa di Storia senegambiana.
Il team senegalese andò altrettanto in giro per i due Stati in cerca di materiale. Tra di loro c'erano Ebrima Mbenga, coordinatore del programma per ORTS, Dodou Diego Diop e Alioune Cissé. 
Le puntate furono tutte preregistrate e mandate in onda in simultanea dalle due stazioni ogni martedì.
In molte occasioni importanti storici senegalesi come El Hadji Demba Lamin Diouf, Modou Diouf, El Hadji Mansour Gueye e Gorgi Makura Mboob parteciparono dagli studi di Radio Gambia, e altrettanto rilevanti storici gambiani come Dodou Nying Koliyandeh, Jabell Samba, Alhaji Babou Samba, Alhaji Bamba Suso, Lamin Mbaye, Alhaji Momodou Lamin Bah e Alhaji Sait Camara presero parte al programma dalla sede di ORTS. 
Solitamente le conversazioni erano accompagnate da musica dal vivo di famosi griot come Jali Nyama Suso, Alhaji Bai Konte sulle note del kora, Alhaji Abdoulaye Samba, Abdulai Samba al suono dello xalam, e vari coristi.
Chossani Senegambia/Cossani Sénégambie, novità assoluta per gli spettatori di tutti e due i Paesi, fu un grande successo di pubblico.
Nel 1992, in base alla legge 92-02 del 6 gennaio, la ORTS fu profondamente riformata, sottraendola al controllo diretto del Governo e trasformandola in un'azienda sostenuta da finanziamenti pubblici ma amministrata indipendentemente. L'operazione fu sigillata con un cambio di nome in "Société Nationale de Radiodiffusion-Télévision Sénégalaise" (RTS).

## Servizi

### Televisione
| Nome  | Sede  | Тipo        | Lancio | Lingua                                                           |
| ----- | ----- | ----------- | ------ | ---------------------------------------------------------------- |
| RTS 1 | Dakar | generalista | 1972   | francese, wolof, pulaar, mandingo, serer, soninke, diola e arabo |
| RTS 2 | Dakar | generalista |        | francese, wolof, pulaar, mandingo, serer, soninke, diola e arabo |

### Radio

#### Nazionali
| Nome                        | Sede  | Тipo           | Lancio | Lingua                                                           |
| --------------------------- | ----- | -------------- | ------ | ---------------------------------------------------------------- |
| Radio RTS                   | Dakar | generalista    | 1950   | francese, wolof, pulaar, mandingo, serer, soninke, diola e arabo |
| Dakar FM                    | Dakar | generalista    |        | francese                                                         |
| Radio Sénégal International | Dakar | internazionale |        | francese, wolof, pulaar, mandingo, arabo                         |

#### Regionali
- Djourbel FM, regione di Diourbel, in wolof e in lingua serer
- Fatick FM, regione di Fatick, in serer e in wolof
- Kaolack FM, regione di Kaolack, in varie lingue
- Kolda FM, regione di Kolda, in pulaar e in mandingo, dalle 8 all'1 del mattino
- Louga FM, regione di Louga, in wolof e in pulaar, dalle 8 del mattino a mezzanotte
- Matam FM, regione di Matam e di Saint-Louis du Sénégal, una parte della Mauritania e una parte del Mali, in pulaar, soninke e wolof
- Saint Louis FM, chiamata anche "La voix du nord" ("La voce del nord"), regione di Saint-Louis du Sénégal
- Tamba FM, regione di Tamba, in mandingo e in wolof, dalle 6 del mattino a mezzanotte
- Touba FM, regione di Touba
- Thiès FM, regione di Thiès, dalle 7 all'1 del mattino
- Ziguinchor FM, regione di Ziguinchor, parzialmente regione di Kolda e di Kaolack, Gambia e Guinea-Bissau, in diola e in mandingo, dalle 7 all'1 del mattino

## Ricezione

### Terrestre
La radio di Radiodiffusion-Télévision Sénégalaise trasmette in AM e in FM; la televisione trasmette in standard DVB-T HD.

### Satellite[6]
| Satellite          | AsiaSat 5    | Amos 17      | Eutelsat 16A | Eutelsat 9B  | SES 5        | SES 4        | Galaxy 19    |
| Posizione orbitale | 100.5° E     | 17.0° E      | 16.0° E      | 9.0° E       | 5.0° E       | 22.0° W      | 97.0° W      |
| Canali             | RTS 1, RTS 2 | RTS 1, RTS 2 | RTS 1, RTS 2 | RTS 1, RTS 2 | RTS 1, RTS 2 | RTS 1, RTS 2 | RTS 1, RTS 2 |
| Frequenza          | 4080 H       | 11754 V      | 11356 H      | 12034 V      | 12303 H      | 11551 V      | 12177 V      |
| SR                 | 30000        | 28190        | 45000        | 27500        | 27500        | 45000        | 23000        |
| FEC                | 5/6          | 4/5          | 3/4          | 3/4          | 3/4          | 3/4          | 3/4          |
| Modulazione        | 8PSK         | QPSK         | 8PSK         | 8PSK         | QPSK         | QPSK         |              |

### Streaming
Radiodiffusion-Télévision Sénégalaise in streaming